# Крии
Крии (англ. Kree) — раса инопланетян, появляющаяся в сериях комиксов издательства Marvel Comics. Крии были созданы Стэном Ли и Джеком Кирби и впервые появились в 65-м выпуске «Fantastic Four» в январе 1967 года.

## История
Крии — раса, ответственная за появление Нелюдей, давние враги скруллов.
Крии были примитивной расой, делящей свою планету Хала с другой расой котати, расой растениеподобных гуманоидов. Их планету посетили скруллы, которые в то время были мирной расой. Они сообщили, что лишь одна из рас будет выбрана для представительства в межпланетном сообществе. Для определения победителя крии и котати были отправлены на луну с заданием построить город. Чей город был лучшим, тот и выигрывал. Крии упорно трудились всё это время (сейчас это синяя область Луны), пока котати спали. Когда скруллы вернулись, чтобы наградить победителя, оказалось, что, пока котати спали, они вырастили огромный сад. Скруллы присудили победу котати, что вызвало ярость крии. Крии убили всех котати и скруллов, которые посетили их планету. Они также использовали корабль скруллов, чтобы найти дом скруллов и начать первую войну крии и скруллов.
Вторую войну начали скруллы, по крайней мере по мнению крии. Скруллов вёл Кайлор, один из пяти претендентов на трон Империи. После завоевания кри шпионили за одним из своих миров, по которому планировался первый удар, но Высший Разум сошёл с ума, и к власти пришла Ненора. Она была скруллом, но хотела остаться кри, чтобы править этой расой. Она предала Кайлора и своих людей. После смерти Кайлора предводителем стала С’билл. Ей удалось победить Ненору, лишив ту метаморфных способностей. С’билл объявила всем, что Ненора была скруллом, а значит, они победили в войне. Тем не менее она предложила заключить мир. Тас-Катт, обладатель самого высокого ранга, не мог принять этот мир — это противоречило всему, чему следовали крии, но он понимал, что сейчас это единственный выход, и принял предложение мира.
С потерей Высшего Разума и Неноры крии остались без лидера. Сонтемплатор хитростью привёл к власти космическую пиратку Неуклюжую Фоулоп, но она была убита Аэл-Дэном и Дар-Бенном, которые потом правили вместе. Когда Танос уничтожил половину Вселенной, крии снова обвинили во всём Скруллов и начали готовиться к новой войне.
Аэл-Дэн и Дар-Бенн были убиты Дефбердом во время войны с Ши’ар. Позже, после победы, императрица Лиландра назначила его регентом. Вся эта война на самом деле была организована оставшимися крии из Высшей разведки как попытка выйти из эволюционного тупика. В результате этого и родились руул.

## Физические характеристики
Крии имеют лазурный цвет кожи. Они более сильные, чем люди, и им нужно больше азота в атмосфере для комфортного существования.
Использование Кристалла Абсолютного Видения заморозило эволюцию крии. Крии пытались обойти это, заключая браки с другими расами. В результате таких браков рождались крии с розовой кожей. Со временем они превзошли числом синекожих крии. Однако Высший Разум нашёл выход: после облучения Нега-бомбой Ши’ар (тогда погибло 90 % крии) и искусственного воздействия Кристалла Бесконечности родились новые крии.

## Известные представители
- Мар-Велл — величайший герой крии, который перешёл на сторону Земли[1].
- Ронан Обвинитель — бывший Верховный Общественный обвинитель Империи крии[2].
- Хала Обвинитель
- Хуран Обвинитель - бывший член Корпуса Обвинителей Крии тысячи лет назад.
- Корат Преследователь
- Высший разум — коллективное сознание крии; верховный правитель крии.

### Гибриды
- Кэрол Денверс — земная супергероиня, в результате инцидента, изменившего её генетический код, стала наполовину крии. Известна под именами Мисс Марвел, Птица войны, Двойная звезда и Капитан Марвел.
- Доррек VIII/Тедди Альтман (Халклинг) — Теодор Альтман является гибридом крии и скруллов, он — сын принцессы скруллов Анеллы и Капитана Марвела.
- Генис-Велл.
- Файла-Велл.
- Ультра-девушка.

## Вне комиксов

### Фильмы
- «Стражи Галактики»
- «Капитан Марвел»
- «Агенты «Щ.И.Т.»
- «Капитан Марвел 2»

### Телевидение
- Мстители. Величайшие герои Земли
- Серебряный Сёрфер

### Видеоигры
В игре Marvel Ultimate Alliance они много раз упоминались.

## Примечание
1. ↑  Marvel Super-Heroes vol.2 #12 (December 1967).
2. ↑  Fantastic Four #65 (August 1967)